# Fedor Bojmistruk
Fedor Mikołajowicz Bojmistruk, ukr. Федір Миколайович Бойміструк (ur. 1905, zm. 9 maja 1978) – ukraiński rolnik, który podczas rzezi wołyńskiej uratował polskie dziecko.

## Życiorys
Fedor Bojmistruk wraz z żoną Kateryną Bojmistruk prowadzili gospodarstwo rolne we wsi Kaszówka. Na początku września 1943 ich sąsiedzi przyprowadzili około dwuletnią polską dziewczynkę, która przeżyła pacyfikację pobliskiej wsi Gaj dokonanej przez Ukraińską Powstańczą Armię (UPA). Zginęło tam 600 osób. Bojmistrukowie, jako że nie mieli własnych dzieci, zdecydowali się ją przygarnąć. Ochrzcili ją w obrządku prawosławnym i nazwali Hanną. Niedługo później członkowie UPA przyjechali i zażądali wydania dziewczynki, czego Bojmistruk odmówił, mówiąc, że najpierw jego muszą zabić.
Po przejściu frontu został wcielony do Armii Czerwonej. Wziął udział w bitwie o Berlin. Wrócił ciężko raniony w nogę. Bojmistrukowie wychowywali Hannę (po mężu Muszyd; ukr. Ганна Мушид) jako swoją córkę. Jako jej datę urodzenia przyjęto 20 maja 1942. O swojej tożsamości dowiedziała się od przybranej ciotki, gdy była już dorosła.
Za udzielenie Hannie pomocy Bojmistrukowie w 2021 zostali odznaczeni Medalem Virtus et Fraternitas. Wyróżnienie podczas uroczystej ceremonii w czerwcu 2022 odebrała wnuczka Bojmistruków – Rusłana Skawińska.